# گرهارد کارل اشمیت
گرهارد کارل اشمیت (آلمانی: Gerhard Carl Schmidt؛ ۵ ژوئیه ۱۸۶۵–۱۶ اکتبر ۱۹۴۹) یک شیمی‌دان آلمانی بود. عمده شهرت او به‌این خاطر است که دو ماه زودتر از ماری کوری، پی به خاصیت رادیواکتیو عنصر توریوم شد.